# UDトラックス栃木
UDトラックス栃木株式会社（ユーディートラックスとちぎ）とは、栃木県宇都宮市に本社を置く、UDトラックス（旧・日産ディーゼル工業） ブランドの自動車を販売する企業。栃木日産自動車販売の子会社。栃木県全域を営業範囲とする。
2009年1月1日に日産ディーゼルトラックス（のちの UDトラックスジャパン）の発足した際、当社は地元ディーラーが大株主のため対象とならなかった。2010年2月1日に日産ディーゼルがUDトラックスに商号及びブランド名を変更したことに伴い、同年4月1日付で「日産ディーゼル栃木販売株式会社」から現社名に変更した。

## 拠点
- 拠点を参照。